# 萩原康
萩原 康（はぎはら やすし、1969年7月26日 - ）は、神奈川県出身の元社会人野球選手（投手）・コーチ。左投左打。
1990年代から2000年代にかけて、たくぎん、シダックスで活躍。引退後は大学野球の指導にも携わった。

## 経歴
神奈川県出身。桐蔭学園では同期の大久保秀昭とバッテリーを組み、小桧山雅仁とともに左右の両エースとして活躍。1986年秋季県大会は準々決勝で横浜商に敗退。翌1987年春季関東大会では準決勝に進み先発、関東一高と延長11回の熱戦の末に0-1で敗れる。同年夏の甲子園県大会は準々決勝でまたも横浜商に延長10回敗退。
1988年に卒業後、法政大学に進む。東京六大学野球リーグでは在学中、2年上にエース葛西稔らがおり、リーグ戦4連覇中3回の優勝を経験したが、1989年の2年秋、平田国久投手や主軸に黒須陽一郎や3年山口高誉擁する立教に久々の優勝をさらわれ5連覇が果たせず、1990年の3年秋にも高橋一太郎投手、山口、溝口智成ら擁する立教との優勝決定戦に敗れるなど2年秋から4年次にかけて優勝に届かなかった。1991年の4年次には小檜山・大久保がいた慶應に連覇を許した。1990年秋季リーグでは優勝決定戦で敗れたもののベストナインに選出される。1991年には日米大学野球選手権大会日本代表に選出され、斎藤隆、金本知憲、町田公二郎らと日本の優勝に貢献した。リーグ通算45試合登板、22勝11敗、234奪三振、防御率1.88。大学同期に投の二本柱であった高村祐、諸積兼司がいる。
その後たくぎんに入行、都市対抗などで活躍する。全日本代表に選出され国際大会にも出場。休部により1996年シダックスへ移籍。1999年の日本選手権では決勝で先発、松下電器を抑え初優勝に大きく貢献した。現役引退後は野村克也監督のもとで投手コーチを経験。チーム解散後は桐蔭横浜大学でコーチ、助監督を務めた。

## エピソード
- 高校時代は小桧山雅仁、大学時代は高村祐投手が同期であり、後に2人ともドラフト1位でプロ野球に入団する。
- 高校時代は打撃成績も優秀で、先発登板で無い場合には三番打者、一塁手で先発出場していた。
- 桐蔭横浜大学では東明大貴、横山弘樹、齋藤友貴哉らの投手を指導した。

## キャリア・主なタイトル
- 第26回社会人野球日本選手権大会優勝
- 第20回日米大学野球選手権大会優勝
- 東京六大学ベストナイン

## 日本代表キャリア
- 第20回日米大学野球日本代表
- キューバ国際親善大会日本代表